# Дёринг, Юлиус Иоганн
Юлиус Иоганн Дёринг (нем. Julius Johann Döring, латыш. Jūliuss Johans Dērings; 31 августа 1818 — 26 сентября 1896) — немецкий и остзейский художник.

## Биография
Юлиус Иоганн Дёринг родился 31 августа 1818 года в Дрездене, в семье портного.
Учился в Дрезденской академии живописи, скульптуры, гравюры и архитектуры (с 1830) и частным образом у видного представителя дюссельдорфской художественной школы, немецкого художника Эдуарда Бендемана (с 1838). Впоследствии неоднократно совершал образовательные поездки по городам Западной Европы, посещал Грецию и Палестину.
С 1845 года на постоянном месте жительства в Остзейском крае Российской империи. Работал учителем рисования в Митавской гимназии (1859—1898), руководителем художественной студии, делопроизводителем Курляндского общества любителей литературы и искусства, библиотекарем и хранителем Курляндского провинциального музея (1865—1894).

## Творчество
Кисти Юлиуса Дёринга принадлежат около 1000 выполненных в традициях романтизма портретов (наиболее известны портреты Фр. Кляйна и К. Бурсия), 23 алтарные картины в церквях, находящихся сегодня на территории Латвии и Литвы. В том числе: «Воскресение» (Асарская лютеранская церковь, 1853), «Голгофа» (Саукская лютеранская церковь, 1868), «Вознесение Христа» (Сесавская лютеранская церковь, 1860). Руководил переустройством алтаря Бауской лютеранской церкви (1861). Писал пейзажи и исторические полотна (можно отметить большую картину «Смерть Конрада Гогенштауфена» 1871 года).
Был страстным коллекционером исторических и археологических древностей, оставил неопубликованные книгу воспоминаний и дневник.